# Pierre-Yves Cardinal
Pierre-Yves Cardinal (Quebec, 24 de julio de 1978) es un actor canadiense conocido por haber interpretado a Francis Longchamp en la película Tom à la ferme.

## Carrera
En 2011 apareció como invitado en la serie 19-2 donde dio vida a uno de los abusadores durante el cuarto episodio de la primera temporada, más tarde volvió a aparecer en la serie en 2013 ahora interpretando a Zack durante los episodios #2.6 y #2.10.
En el 2013 dio vida al doctor Dancevick durante el episodio "Jour et Nuit" de la serie médica Trauma.
Ese mismo año se unió al elenco principal de la película Tom à la ferme donde dio vida a Francis Longchamp, el hermano de Guillaume (Caleb Landry Jones).
En 2014 se unió al elenco de la primera temporada de la serie Les Jeunes Loups donde interpretó a Pilippe St-Pierre, hasta ese mismo año. Posteriormente el papel de Pilippe fue interpretado por el actor Danny Gilmore durante la segunda temporada.
En el 2015 interpretó a Pascal Moreau en la serie Le Clan hasta 2016.

## Filmografía

### Series de televisión
| Año             | Serie            | Personaje         | Notas                   |
| --------------- | ---------------- | ----------------- | ----------------------- |
| 2017 - presente | Jean Béliveau    | -                 | miniserie               |
| 2016            | Prémonitions     | Victor Lapointe   | 4 episodios             |
| 2015 - 2016     | Le Clan          | Pascal Moreau     | 12 episodios            |
| 2014            | Les Jeunes Loups | Pilippe St-Pierre | 10 episodios            |
| 2013            | 19-2             | Zack              | 2 episodios             |
| 2013            | Trauma           | Dr. Dancevick     | episodio "Jour et Nuit" |
| 2012            | Tu m'aimes-tu?   | Repartidor        | episodio # 1.1          |

### Películas
| Año  | Título         | Personaje         | Notas                                                                            |
| ---- | -------------- | ----------------- | -------------------------------------------------------------------------------- |
| 2013 | Tom à la ferme | Francis Longchamp | junto a Xavier Dolan, Lise Roy, Évelyne Brochu, Manuel Tadros y Jacques Lavallée |

## Premios y nominaciones
| Año  | Categoría                                                   | Premio                         | Película       | Resultado |
| ---- | ----------------------------------------------------------- | ------------------------------ | -------------- | --------- |
| 2015 | Best Supporting Actor - International Competition           | CinEuphoria Award              | Tom à la ferme | Ganó      |
| 2015 | Best Supporting Actor                                       | Premio Jutra                   | Tom à la ferme | Ganó      |
| 2014 | Performance by an Actor in a Supporting Role                | Canadian Screen Award          | Tom à la ferme | Nominado  |
| 2013 | Best Film (junto a Xavier Dolan, Lise Roy y Évelyne Brochu) | Competição Internacional Award | Tom à la ferme | Nominados |